# Nhân khẩu Bhutan
Nhân khẩu học Bhutan (tiếng Anh: Demographics of Bhutan) là một môn khoa học nghiên cứu nghiên cứu thống kê về dân số Bhutan bao gồm mật độ dân số, dân tộc, trình độ học vấn, sức khoẻ, y tế, tình trạng kinh tế, tín ngưỡng tôn giáo và các khía cạnh khác của dân số.

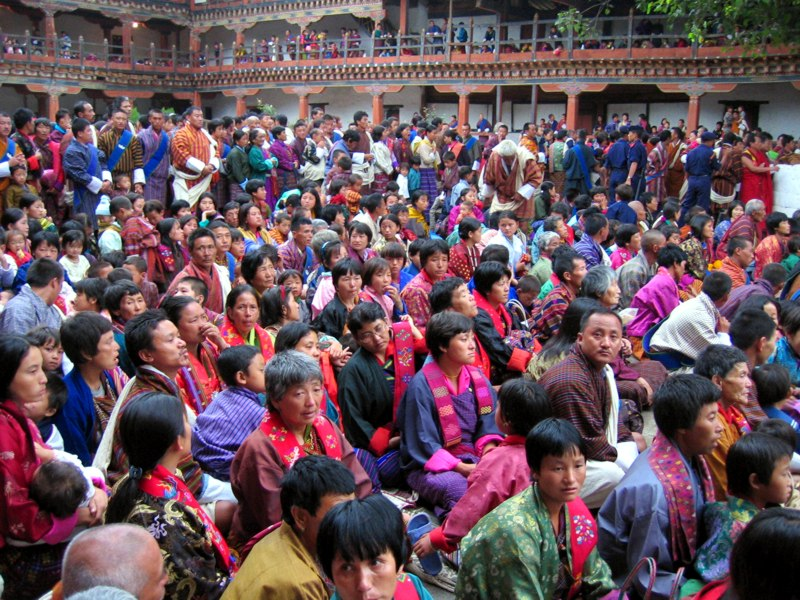
Người Bhutan trong trang phục quốc gia tại lễ hội Wangdi Phodrang

## Dân số
Chính phủ Hoàng gia Bhutan thống kê dân số của đất nước là 752.700 vào năm 2003.
Số liệu của chính phủ không bao gồm những người đang sống trong các trại tị nạn ở Nepal và những người khác buộc phải rời khỏi Bhutan, tổng cộng khoảng 125.000 người, đa số họ đã định cư tại Mỹ.
Các số liệu của Bhutan có thể được thống kê từ các tài liệu từ thời kế hoạch 5 năm lần thứ 9 tức 2002-2007,
Cũng cần lưu ý rằng trong những năm 1970, Bhutan là một trong những quốc gia bị cô lập nhất trên thế giới và không ai biết có bao nhiêu người sống ở đó vì chưa có cuộc điều tra nào được tiến hành.

## Thống kê nhân khẩu học
Số liệu thống kê nhân khẩu học sau đây là từ CIA World Factbook:

### Dân tộc
Người Ngalop và Người Sharchop 63%
Lhotsampas (còn được gọi là Người Nepal)) 22%
Các nhóm dân tộc bản địa hoặc di cư 15%

### Religions[1]
Phật giáo Tây Tạng 75.3%
Ấn Độ giáo 22.1%
Khác 2.6%

### Ngôn ngữ[1]
Tshangla (đôi khi gọi là Sharchopkha) 28%
Dzongkha (ngôn ngữ chính thức) 24%
Nepali (Lhotshamkha) 22%
Khác 26%

### Trình độ học vấn
Tỉ lệ người từ 15 tuổi trở lên có thể đọc và viết/tổng dân số: 64,9% Nam: 73.1% Nữ: 55% (2015 ước tính.)

### Dân số
708.427 (tháng 7 năm 2011 ước tính) 716.896 (tháng 7 năm 2012 ước tính) 750.125 (tháng 7 năm 2016 ước tính) 

#### Cơ câu tuổi tác
0-14 tuổi: 26,27% (nam 100,672 / nữ 96,368) 15-24 tuổi: 19,21% (nam 73,398 / nữ 70,704) 25-54 năm: 42,39% (nam 169.079 / nữ 148.873) 55-64 năm: 5.94% (nam 23.869 / nữ 20.656) 65 tuổi trở lên: 6,2% (nam 24.301 / nữ 22.205) (ước tính năm 2016)

#### Độ tuổi trung bình
Chung: 27,2 năm Nam: 27,7 tuổi Nữ: 26,6 năm (ước tính năm 2016 )

#### Tỷ lệ tăng dân số
1,09% (ước tính năm 2016 )

#### Tỉ lệ sinh
17,5 / 1.000 dân (ước tính năm 2006.)

#### Tỉ lệ tử
6.6 /1,000 dân (ước tính năm 2006 )

#### Tỷ suất di cư
0 /1,000 dân(ước tính năm 2002.)

#### Tổng tỷ suất sinh
1.93 / phụ nữ (ước tính năm 2006)

#### Đô thị hóa[11]
dân số đô thị: 38.6% tổng dân số (2015)
tỷ lệ đô thị hóa: 3,69% mức thay đổi hàng năm(ước tính 2010-15)

#### Tỷ số giới tính
Khi sinh: 1,05 nam / nữ 0-14 tuổi: 1,04 nam / nữ 15-24 tuổi: 1,04 nam / nữ 25-54 năm: 1.14 nam / nữ 55-64 năm: 1.16 nam / nữ 65 tuổi trở lên: 1,1 nam/ nữ Tổng dân số: 1,09 nam / nữ (năm 2016.)

### Tuổi thọ bình quân
Tổng dân số: 70,1 năm Nam: 69,1 năm Nữ: 71,1 năm (2016 ước tính.)

### Thống kê dân số
Dưới đây là bảng số liệu thống kê quan trọng của Bhutan kể từ năm 1950 do Vụ Kinh tế và Xã hội Liên hợp quốc.
| Giai đoạn | Số trẻ em được sinh ra hằng năm | Số người chết hằng năm | Thay đổi tự nhiên mỗi năm | tỷ suất sinh thô (trên 1000) | tỷ suất chết thô (trên 1000) | thay đổi tự nhiên (trên 1000) | tổng tỷ suất sinh (số con / phụ nữ) | tỷ lệ tử vong trẻ sơ sinh trên 1000 trẻ sinh |
| --------- | ------------------------------- | ---------------------- | ------------------------- | ---------------------------- | ---------------------------- | ----------------------------- | ----------------------------------- | -------------------------------------------- |
| 1950-1955 | 9 000                           | 5 000                  | 4 000                     | 47.9                         | 27.1                         | 20.8                          | 6.67                                | 184.8                                        |
| 1955-1960 | 10 000                          | 6 000                  | 5 000                     | 49.0                         | 26.8                         | 22.3                          | 6.67                                | 181.4                                        |
| 1960-1965 | 12 000                          | 6 000                  | 6 000                     | 48.5                         | 25.7                         | 22.8                          | 6.67                                | 174.1                                        |
| 1965-1970 | 13 000                          | 7 000                  | 7 000                     | 47.8                         | 24.1                         | 23.8                          | 6.67                                | 163.1                                        |
| 1970-1975 | 16 000                          | 7 000                  | 8 000                     | 47.0                         | 22.0                         | 25.1                          | 6.67                                | 149.3                                        |
| 1975-1980 | 18 000                          | 8 000                  | 10 000                    | 45.8                         | 19.6                         | 26.2                          | 6.67                                | 133.2                                        |
| 1980-1985 | 20 000                          | 8 000                  | 12 000                    | 42.7                         | 17.1                         | 25.6                          | 6.39                                | 117.1                                        |
| 1985-1990 | 21 000                          | 8 000                  | 13 000                    | 40.4                         | 15.0                         | 25.3                          | 6.11                                | 104.0                                        |
| 1990-1995 | 19 000                          | 7 000                  | 12 000                    | 35.2                         | 12.5                         | 22.7                          | 5.27                                | 87.5                                         |
| 1995-2000 | 16 000                          | 5 000                  | 11 000                    | 29.2                         | 9.9                          | 19.3                          | 4.13                                | 69.7                                         |
| 2000-2005 | 15 000                          | 5 000                  | 11 000                    | 25.2                         | 7.9                          | 17.2                          | 3.30                                | 52.8                                         |
| 2005-2010 | 15 000                          | 5 000                  | 10 000                    | 21.5                         | 7.2                          | 14.4                          | 2.61                                | 44.4                                         |
|           |                                 |                        |                           |                              |                              |                               |                                     |                                              |

### Sinh và tử
| Năm  | Dân số (x1000) | Sinh   | Tử    | Gia tăng tự nhiên | Tỉ lệ sinh | Tỉ lệ tử | Tỉ lệ gia tăng tự nhiên | TFR |
| ---- | -------------- | ------ | ----- | ----------------- | ---------- | -------- | ----------------------- | --- |
| 2005 |                | 12 538 | 4 498 | 8 040             | 19.7       | 7.1      | 12.6                    |     |

### Cấu trúc dân số
Cơ cấu dân số (01.07.2013) (Ước tính) (Số liệu tham khảo số liệu dự báo dựa trên Tổng điều tra Dân số và Nhà ở năm 2005 (dự báo của huyện)):
| Nhóm tuổi | Nam     | Nữ      | Tổng    | %     |
| --------- | ------- | ------- | ------- | ----- |
| Total     | 381 582 | 351 421 | 733 004 | 100   |
| 0-4       | 42 725  | 41 999  | 84 724  | 11,56 |
| 5-9       | 38 396  | 37 725  | 76 121  | 10,38 |
| 10-14     | 32 169  | 31 593  | 63 762  | 8,70  |
| 15-19     | 35 432  | 34 403  | 69 835  | 9,53  |
| 20-24     | 36 526  | 34 745  | 71 271  | 9,72  |
| 25-29     | 35 433  | 32 065  | 67 498  | 9,21  |
| 30-34     | 33 279  | 28 491  | 61 770  | 8,43  |
| 35-39     | 28 766  | 24 060  | 52 827  | 7,21  |
| 40-44     | 23 774  | 19 545  | 43 319  | 5,91  |
| 45-49     | 19 391  | 16 213  | 35 604  | 4,86  |
| 50-54     | 15 245  | 13 209  | 28 455  | 3,88  |
| 55-59     | 12 257  | 10 806  | 23 063  | 3,15  |
| 60-64     | 9 602   | 8 645   | 18 247  | 2,49  |
| 65-69     | 7 268   | 6 741   | 14 009  | 1,91  |
| 70-74     | 5 169   | 4 956   | 10 124  | 1,38  |
| 75-79     | 3 338   | 3 313   | 6 651   | 0,91  |
| 80+       | 2 812   | 2 912   | 5 724   | 0,78  |

| Nhóm tuổi | Nam     | Nữ      | Tổng    | Tỉ lệ |
| --------- | ------- | ------- | ------- | ----- |
| 0-14      | 113 290 | 111 317 | 224 607 | 30,64 |
| 15-64     | 249 705 | 222 182 | 471 887 | 64,38 |
| 65+       | 18 587  | 17 922  | 36 509  | 4,98  |

### HIV/AIDS
Trong năm 2011, có 246 trường hợp nhiễm HIV được báo cáo ở Bhutan, chiếm hơn 0,03% dân số. Tháng 7 năm 2010, có tổng cộng 217 trường hợp được phát hiện, tuy nhiên các nguồn của Bộ Y tế cho thấy số liệu thực tế ước tính hơn 500 người do UNAIDS.
Đến tháng 7 năm 2010, đã có tổng cộng 40 ca tử vong do nguyên nhân liên quan đến HIV / AIDS và một lần tự tử.

## Mở rộng
- Bài viết này kết hợp các tài liệu thuộc phạm vi công cộng từ website hay thư mục thuộc CIA World Factbook thư mục "2007 edition".